# 芝尾よしこ
芝尾 よしこ（しばお よしこ、9月11日）は、日本の女性声優。山口県出身。山口県立宇部高等学校卒業。青二プロダクション附属俳優養成所青二塾東京校第30期生。

## 出演

### テレビアニメ
2013年
- 蒼い世界の中心で（2012年 - 2013年、ランコ＝ワジュン）

### PRアニメ
2013年
- おばけのケーキ屋さん（女の子）

2014年
- おばけのケーキ屋さん ひみつのねがいごと（女の子）

2015年
- アキレウス アルゴスの軍神（パトロクロス）

### ゲーム
2021年
- OCTOPATH TRAVELER 大陸の覇者（ロロ）

### Webラジオ
- comicoラジオ（2017年 - 、comico編集部）[4]

### Web生放送
- 麻雀プロの人狼 スリアロ村（2011年 - 、人狼スリアロチャンネル）不定期出演

### Web放送
- ボドゲTV シーズン１（2017年）

### ナレーション
- パスポートのダウンロード申請書　取扱い方法（外務省）

### ボイスドラマ
- 魔法少女アルカナフィリア（2016年 -2018年、Web）

### 朗読劇
- 魔法少女アルカナフィリアイベント（2017年）
- りーでぃんぐ☆ぱーてぃー（2018年）
- スリーストーリーズ（2018年）
- 狼×読 vol.1（2019年、ベイビーウルフイベント、人狼スリアロチャンネル）

### 舞台
- 大脚色（2018年）
- 或るアリス（2018年）
- うちに来るって本気ですか？（2019年）